# نهر سان جواكين
نهر سان جواكين (بالإسبانية: Río San Joaquín)‏ هو أطول نهر في وسط كاليفورنيا. يبلغ طوله 366 ميل (589 كـم) يبدأ النهر في أعالي سييرا نيفادا ويتدفق عبر المنطقة الزراعية الغنية في شمال وادي سان جواكين قبل أن يصل إلى خليج سويسون وخليج سان فرانسيسكو والمحيط الهادئ. يعد النهر مصدرًا مهمًا لمياه الري بالإضافة إلى ممر للحياة البرية، وهو من بين أكثر السدود التي حولت إلى سدود في ولاية كاليفورنيا وتحويل مسارها.